# عقد 610
عقد 610 هو عقد امتد بين 1 يناير 610 و31 ديسمبر 619 بحسب التقويم الميلادي. سبقه عقد 600 ولحقه عقد 620.

## أحداث
- معركة أنطاكية (613)
- يوم بعاث (617)

## مواليد
- أنس بن مالك (612)
- عائشة بنت أبي بكر (614)
- الطفيل بن عمرو الدوسي (617)
- زيد بن ثابت (615)
- داجوبيرت الأول (611)
- كاريبيرت الثاني (618)
- أسامة بن زيد (615)
- ليون الثاني (611)
- سراج الدين الوراق (615)
- هرقلوناس (618)
- عبد الرحمن بن خالد بن الوليد (616)

## وفيات
- ثيودوريك الثاني (613)
- أغيلولف ملك اللومبارد (616)
- سيجيبيرت الثاني (613)
- سمية بنت خباط (615)
- أنسطاسيوس (616)
- خديجة بنت خويلد (619)
- بونيفاس الرابع (615)
- عبد الله بن محمد (615)
- ثيوديبيرت الثاني (612)
- فابيا إودوكيا (612)
- عنترة بن شداد (615)

## كتب
- Yves Denis Papin (1998). Chronologie de l'histoire ancienne. Lieu de publication non identifié: Éditions Jean-paul Gisserot. ISBN:2-87747-346-5. OCLC:40746926. مؤرشف من الأصل في 2022-03-16.
- موسوعة حضارة العالم (2002) لأحمد محمد عوف.

## روابط خارجية
- تصفح سنة بسنة عقد 610 على موقع onthisday.com
- تصفح سنة بسنة عقد 610 ابتداءً من سنة عقد 610 على موقع المكتبة الوطنية الفرنسية